# Кюпелян, Ваге
Ваге С. Кюпелян (арм. Վահե Կյուպելյան, англ. Vahey S. Kupelian; 1912 — 9 декабря 1988, Вашингтон) — американский военный конструктор армянского и греческого происхождения. Руководил разработкой самолётов и баллистических ракет.

## Биография
Родился в семье врача, родители — Мари и Симон Кюпеляны. В 1915 году, во время турецкого Геноцида армян, семья Кюпеляна была депортирована в пустыню Дейр-эз-Зор. Семье Кюпеляна удалось спастись, так как отец Кюпеляна служил в то время врачом в турецкой армии. Из всей семьи погибла только младшая дочь Ваге и отец, который был расстрелян турками в Багдаде. Когда Ваге было 6 лет, его семья вернулась домой в Кахраманмараш и обнаружила, что их дом был уничтожен. Семья приняла решение эмигрировать в США.
В 1939 году начал разрабатывать самолётные двигатели для компании Pratt & Whitney. Позже работал на компанию Goodyear, где являлся руководителем различных проектов по созданию самолётов и ракет, в том числе руководил созданием самолёта F2G Corsair. В 1950 году переехал в Вашингтон для работы в Департаменте военно-морских сил США. В 1966—1974 гг. был помощником директора Оборонного агентства по баллистическим ракетам (англ. Advanced Ballistic Missiles Defense Agency, ABMDA).  Позже был помощником по ракетной технике директора программы по защите от баллистических ракет. В 1984 году был удостоен премии Американского института аэронавтики и астронавтики. В апреле 1988 года ушёл в отставку с поста помощника заместителя министра обороны по стратегическим и театра военных действий ядерным силам (англ. undersecretary of defense for strategic and theater nuclear forces).
В конце жизни проживал в районе Вашингтона Чеви Чейз. Умер от рака в госпитале при Университете Джорджа Вашингтона.